# Triarmocerus
Triarmocerus är ett släkte av skalbaggar. Triarmocerus ingår i familjen vivlar.
Kladogram enligt Catalogue of Life:
| Triarmocerus | \| \| Triarmocerus birmanus \| \| \| \| \| \| Triarmocerus cryphaloides \| \| \| \| |
|              | \| \| Triarmocerus birmanus \| \| \| \| \| \| Triarmocerus cryphaloides \| \| \| \| |
|              | Triarmocerus birmanus                                                               |
|              |                                                                                     |
|              | Triarmocerus cryphaloides                                                           |
|              |                                                                                     |